# Ценжковиці (Опольське воєводство)
Ценжковиці (пол. Ciężkowice, нім. Czienskowitz, 1934-45: Schwerfelde) — село в Польщі, у гміні Польська Церекев Кендзежинсько-Козельського повіту Опольського воєводства.
Населення — 364 особи (2011).

## Демографія
Демографічна структура станом на 31 березня 2011 року:
|          | Загалом | Допрацездатний вік | Працездатний вік | Постпрацездатний вік |
| -------- | ------- | ------------------ | ---------------- | -------------------- |
| Чоловіки | 168     | 27                 | 121              | 20                   |
| Жінки    | 196     | 27                 | 114              | 55                   |
| Разом    | 364     | 54                 | 235              | 75                   |